# Giovanni Campovecchio
Giovanni Campovecchio (Mantova, 1754 – Napoli, 1804) è stato un pittore italiano.

## Biografia
Giovanni Campovecchio studiò arte a Mantova probabilmente all'Accademia degli Encausti, fondata nel 1784 dal marchese Giuseppe Bianchi.
Nel Agosto 1785 fu a Roma. Tra le opere dell'artista figurano cinque grandi pannelli vedutistici raffiguranti monumenti romani che si trovavano nella "saletta dei paesaggi" di Palazzo Chigi ad Ariccia, in parte distrutti ma documentati da fotografie oltre a sei tempere su carta montate su tela conservata della Galleria Pallavicini, firmata Campovecchio e datata 1802.
È ancora documentato a Roma nel 1790 quando decorava Palazzo Altieri. Successivamente Giovanni Campovecchio fu inviato a Napoli per dirigere l'Accademia e morì in questa città nel 1804.
Giovanni Campovecchio ebbe un fratello Luigi, anche lui probabilmente vedutista, ma soprattutto documentato come architetto, con il quale a volte è confuso.

## Opere
- Paesaggio fluviale con figure (coppia di dipinti), tempera su carta (40 × 52 cm)
- Paesaggio con cacciatore (35 × 45 cm)
- Veduta di un parco pubblico, olio su carta applicato su tela (24.5 × 47 cm)
- Paesaggio della Campagna Laziale, tempera su tela (59 × 84.2 cm)
- Paesaggio con Apollo tra i pastori
- Paesaggio Con Narciso alla fonte
- Roma, veduta dell'arco di Tito, acquerello su carta (129,5 × 105,5 cm), Galleria Nazionale d'arte antica, Palazzo Barberini, Roma
- Studio di Tivoli, Museo di Montpellier.